# Klaus Badelt
Klaus Badelt (født 12. juni 1967) er en tysk komponist, som især er berømt for at have komponeret temaer til adskillige film, blandt andre Pirates of the Caribbean-filmene. Han har arbejdet sammen med andre komponister, såsom Harry Gregson-Williams (berømt for blandt andet Shrek og Narnia), John Powell (berømt for blandt andet X-men og Ice Age) og endda den verdensberømte Hans Zimmer, men Klaus Badelt har også komponeret megen musik på egen hånd.

## Udvalgt filmografi
2007
- Heaven and Earth
- Premonition
- TMNT

2006
- Rescue Dawn
- Miami Vice
- Poseidon (film)
- 16 Blocks
- Ultraviolet (film)

2005
- The Promise
- Constantine (samarbejdede med Brian Tyler)

2004
- Catwoman

2003
- Pirates of the Caribbean: Den Sorte Forbandelse
- Manfast
- Basic (film)
- Ned Kelly
- The Recruit

2002
- Equilibrium
- K-19 - The Widowmaker
- The Time Machine
- Teknolust

2001
- Extreme Days
- Invincible (samarbejdede med Hans Zimmer)
- The Pledge (samarbejdede med Hans Zimmer)